# فیل میکلسون
فیل میکلسون (به انگلیسی: Phil Mickelson) (متولد ۱۶ ژوئن ۱۹۷۰) گلف باز آمریکایی است. او در تور PGA بازی کرده و ۳۸ بار برنده این تور شده است. او سه بار در مسابقات The Masters برنده شده است که آخرین بار در سال ۲۰۱۰ بود. نام مستعار میکلسون "Lefty" است چرا که او با دست چپ خود بازی می‌کند.

## اوایل زندگی
او در سن دیگو، کالیفرنیا به دنیا آمد. پدر فیل میکلسون خلبان سابق خطوط هوایی و نیروی دریایی بود و مادرش مری میکلسون نام دارد. او در اسکاتسیدل، آریزونا بزرگ شده است. بازی گلف را در کودکی و تحت تعلیم پدرش فرا گرفته و به دلیل اینکه خودش چپ‌دست و پدرش راست‌دست بوده، برای الگوگیری از حرکات پدرش در حین بازی گلف از تصویر پدرش در آیینه استفاده می‌کرد.